# 彭湃县
彭湃县（1933年8月4日—1935年5月）是中华苏维埃共和国闽赣省的一个县。
1933年8月4日，福建省苏维埃政府划出原属宁化县的安远、河龙排、泉上、水茜、庙前、营上、乌村等区，以及建宁县的均口区和澜溪区各一部，成立彭湃县。得名于中国共产党早期领导人彭湃。管辖安远、营上、洪围、芒东桥、丰坊、岩岭、河龙、半寮、都上等区。袁锡林任彭湃县苏维埃政府主席。彭湃县苏维埃政府最初设在宁化湖村巫坊陈家祠；1934年5月，迁到宁化安远，不久又迁入宁化县城与宁化县苏维埃政府合署办公。在中央苏区第五次反围剿战争中，彭湃县由福建省划归闽赣省管辖。1935年5月，彭湃县撤销。